# Fuerzas de Defensa Irlandesas
Las Fuerzas de Defensa Irlandesas (en irlandés y oficialmente: Fórsaí Cosanta na hÉireann  y Óglaigh na hÉireann) incluyen al Ejército de tierra, la Armada, la Fuerza aérea y la Fuerza de reserva de la República de Irlanda. Michael D. Higgins, como presidente de Irlanda, es formalmente comandante supremo de las Fuerzas de Defensa Irlandesas, pero en la práctica responden al Gobierno irlandés a través del ministro de Defensa. Las Fuerzas de Defensa consisten en:
- Fuerzas de Defensa
  - Ejército
  - Servicio naval
  - Cuerpo Aéreo Irlandés
- Fuerzas de Reserva
  - Fuerza de Reserva del Ejército (en irlandés: Fórsa Cúltaca an Airm) (antiguamente: An Fórsa Cosanta Áitiúil)
  - Fuerza de Reserva del Servicio Naval (en irlandés: Fórsa Cúltaca na Seirbhíse Cabhlaigh) (antiguamente: An Slua Muirí)

## Rol
La favorable localización geográfica de la República de Irlanda en el área noroeste de la Unión Europea hace de cualquier amenaza externa o futura invasión algo improbable. El Estado irlandés tiene una larga política de no beligerancia en conflictos armados que incluyó la neutralidad durante la Segunda Guerra Mundial. Por estas razones, la capacidad militar de la República es relativamente modesta. Sin embargo, el país tiene una larga historia de participación en operaciones para mantener la paz dentro de la ONU. Las funciones de las Fuerzas de Defensa irlandesas incluyen:
- Preparación de la defensa del Estado contra un ataque armado.
- Asistir a la fuerza policial, incluyendo la protección de la seguridad interna del Estado.
- Mantener la paz, manejo de crisis y operaciones de ayuda humanitaria en apoyo a la ONU.
- Custodia de la industria pesquera, de acuerdo con las obligaciones estatales bajo los acuerdos de la Unión Europea.
- Otras funciones como el transporte seguro de ministros, búsqueda y rescate, asistencia en desastres naturales, asegurar el mantenimiento de los servicios esenciales, entre otros.

## Historia
Las Fuerzas de Defensa trazan sus orígenes hasta los Voluntarios Irlandeses, fundados en 1913. La organización fue sucedida en 1919 por el Ejército Republicano Irlandés (IRA), la organización guerrillera que luchó en la guerra de Independencia irlandesa contra las autoridades coloniales del Reino Unido en Irlanda. Poco después de la creación del Estado Libre Irlandés en 1922, el IRA fue oficialmente sustituido por el Ejército del Estado Libre Irlandés, que lucharía en la guerra civil irlandesa, siendo finalmente reemplazado por las modernas Fuerzas de Defensa en octubre de 1924. El título irlandés de Óglaigh na hÉireann, previamente usado tanto por los Voluntarios Irlandeses como por el IRA, fue preservado por las Fuerzas de Defensa. Este título fue utilizado también por el IRA Provisional y otros pequeños grupos armados republicanos de Irlanda del Norte por la misma razón. Algunos miembros del Gobierno irlandés, incluyendo el ministro de Defensa Willie O'Dea, han objetado este uso.

## Ejército

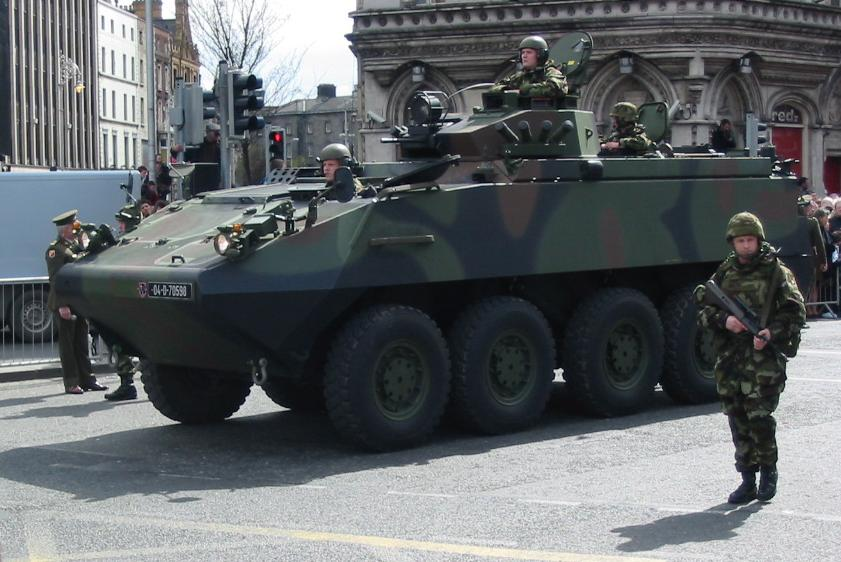
Un blindado APC MOWAG Piranha/Piraña de las Fuerzas de Defensa Irlandesas.

Alrededor de 8.500 hombres y mujeres sirven en el Ejército irlandés (13 000 en la reserva). El país está dividido en tres áreas por razones administrativas y operacionales. En cada una de estas áreas existe una brigada de infantería. 
Añadido a la Estructura de Brigadas, hay también un Centro de Entrenamiento de las Fuerzas de Defensa, una base logística en la base de Curragh y un número de establecimientos especiales tales como la Escuela de Equitación, las Army Bands y la Army Ranger Wing. En el caso de los "Cuerpos" que apoyan la infantería, un director y un personal coordinan la adquisición de equipo especializado, la ejecución de entrenamiento especializado, etc.
La estructura de los tres grupos de brigada asigna diferentes responsabilidades a cada brigada. Una tiene especial responsabilidad en los asuntos de las fronteras, la segunda se responsabiliza de las áreas de Dublín y Leinster, y la tercera se encarga del área de Munster y Connacht. Esta estructura está basada en el refuerzo de combate, elementos de apoyo en combate y la racionalización de los elementos del servicio de apoyo de combate.

## Cuerpo Aéreo

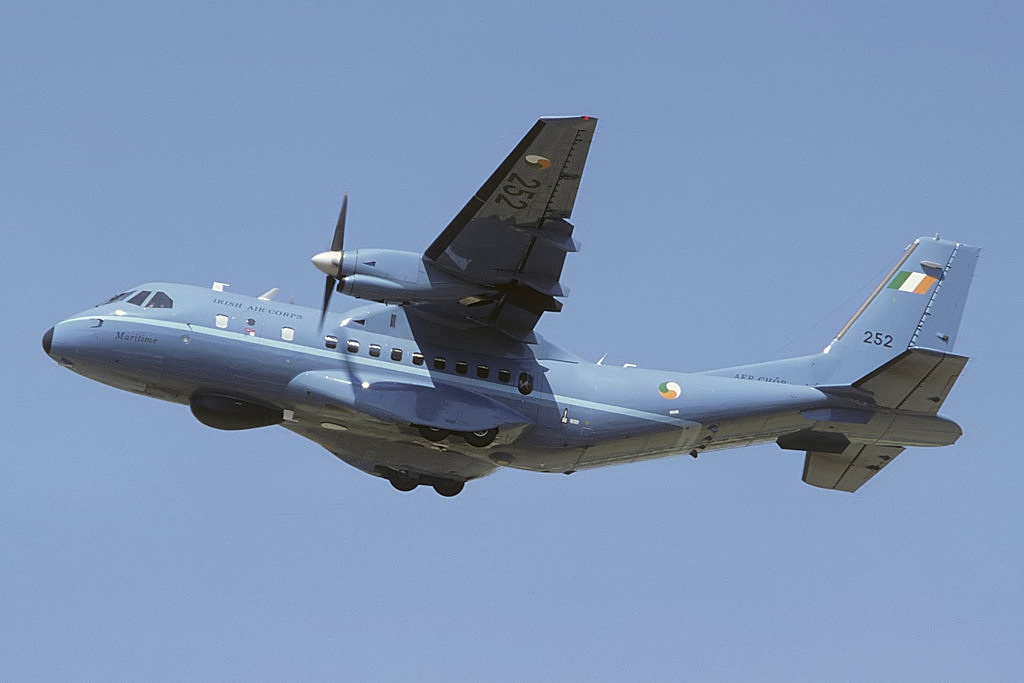
Avión CASA CN-235-100 MP Persuader del Cuerpo Aéreo Irlandés.

Actualmente el Cuerpo Aéreo Irlandés es incapaz de cumplir el rol de una fuerza aérea de defender el espacio aéreo de Irlanda. Sin embargo, el Cuerpo Aéreo cumple muchas otras funciones importantes requeridas por el Estado irlandés. El Cuerpo Aéreo es la más pequeña de las tres ramas de las Fuerzas de Defensa con un personal de 939 efectivos. 
- Los roles primarios del Cuerpo Aéreo son definidos ahora como:

1. Apoyo a la Armada.
2. Apoyo al Servicio Naval.
3. Ayuda al Poder Civil.
- Existen otros dos roles secundarios:

1. Ayuda a la Comunidad Civil.
2. Ayuda a los departamentos gubernamentales.
El Cuerpo Aéreo Irlandés posee dos patrullas aéreas que vigilan las aguas territoriales de la República de Irlanda. Estas patrullas están equipadas con sistemas de detección y asisten al Servicio Naval; el Cuerpo Aéreo ha sido indispensable en muchas interceptaciones exitosas en el mar. Estos aviones han sido usados también en paracaidismo por la elite Army Ranger Wing.

## Servicio Naval
El Servicio Naval tiene la difícil tarea no sólo de vigilar las aguas territoriales irlandesas sino también de vigilar la "Caja de Conservación Irlandesa", la cual es una inmensa área de mar en la cual la pesca está restringida para preservar los números de vida marina. El Servicio Naval por ende sirve a la Unión Europea, al proteger esta área así como a la República de Irlanda.
Se han realizado numerosas intercepciones de navíos transportando narcóticos hacia y desde Irlanda, llevándose a cabo con la cooperación del Servicio Aéreo y la Guardia Costera. Todos los buques de guerra están suficientemente armados para hacer valer sus funciones policiales.
Debido a la localización geográfica de la isla el Servicio Naval no dispone de grandes buques de guerra ya que serían de poca utilidad para sus funciones, además de no estar reflejado en la política de defensa de la República, la cual no contempla la posibilidad de sufrir amenazas de gran entidad. El Servicio Naval posee un personal de alrededor de 1114 personas.

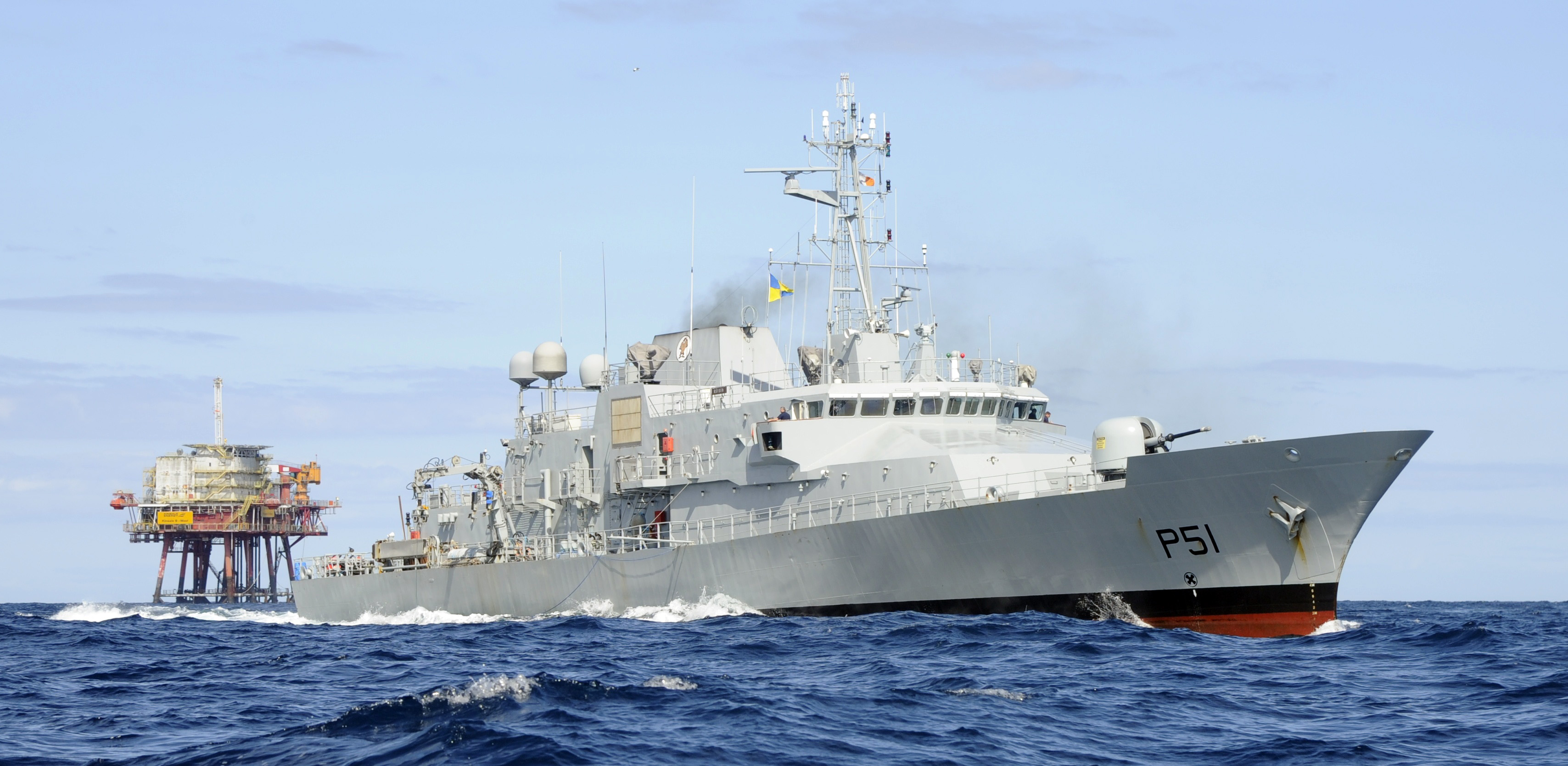
Buque patrullero de la armada irlandesa LÉ Róisín (P51).

- Las funciones del Servicio Naval son:

1. Protección de la industria pesquera.
2. Ayuda al Poder Civil.
3. Interceptación de drogas.
4. Seguridad marítima.
5. Operaciones de buceo.
6. Control de la contaminación.
7. Apoyo a misiones de ultramar.
- La Marina posee ocho patrullas cercanas a la costa:

- LÉ Emer (P21)
- LÉ Aoife (P22)
- LÉ Aisling (P23)
- LÉ Eithne (P31)
- LÉ Orla (P41)
- LÉ Ciara (P42)
- LÉ Niamh (P52)
- LÉ Róisín (P51)